# Christian Vieljeux
Pour les articles homonymes, voir Vieljeux.
Christian Vieljeux, né le 16 décembre 1893 à La Rochelle et mort le 2 mars 1976, est un armateur et homme politique français.

## Biographie
Christian Vieljeux est le deuxième fils de Léonce Vieljeux et d'Hélène Delmas (nièce d'Émile Delmas).
Après avoir suivi sa scolarité dans sa ville natale, il sort diplômé de l'École des hautes études commerciales de Paris (HEC). Il sert dans la Marine lors de la Première Guerre mondiale, recevant le croix de guerre et quatre citations.
Après la guerre, il épouse Marguerite Faustin, également d'une famille d'armateurs, et rentre dans l'entreprise familiale d'armement maritime, la compagnie Delmas-Vieljeux, dont il devient vice-président.
Pendant la Seconde Guerre mondiale, il est de nouveau mobilisé et s'engage dans la résistance au sein du réseau CND-Castille. Il est fait chevalier de la Légion d'honneur et décoré de la croix de guerre 1939-1945 avec deux citations à l'issue du conflit.
Le 21 octobre 1945, il est élu député de la Charente-Maritime. Il obtient sa réélection le 2 juin 1946 puis le 10 novembre 1946. Il est ensuite élu au Conseil de la République, le 19 décembre 1946.